# HC Dinamo Moscou
HC Dinamo Moscou é um clube de hóquei no gelo profissional russo sediado em Moscou. Eles são membros da Liga Continental de Hockey.

## História
Fundando originariamente 1946 a seção de hóquei, pelo clube Dinamo Moscou. 
São membros da Liga Continental de Hockey desde a temporada inicial.